# Tom Budgen
Tom Budgen (Amsterdam, 19 mei 1985), beter bekend als Aleister Black of Malakai Black, is een Nederlands professioneel worstelaar die sinds 2021 actief was in All Elite Wrestling (AEW) en nu sinds 25 April 2025 terug is bij World Wrestling Entertainment(WWE). Black is best bekend van zijn tijd bij de World Wrestling Entertainment.
Voordat hij bij WWE tekende, werkte Budgen voor promoties in Europa, de Verenigde Staten en Japan, onder de ringnaam Tommy End. Hij worstelde met name voor Insane Championship Wrestling (ICW), Progress Wrestling, Pro Wrestling Guerrilla (PWG) en Westside Xtreme Wrestling (wXw), waar hij talloze kampioenschappen had gewonnen waaronder het wXw Unified World Heavyweight Championship, het wXw World Lightweight Championship, het wXw World Tag Team Championship, het ICW Tag Team Championship en het Progress Tag Team Championship.
In april 2017 ging Black naar het opleidingscentrum van WWE, NXT. Hij debuteerde bij het evenement NXT TakeOver: Orlando in april 2017. In april 2018 won Black het NXT Championship bij het evenement NXT TakeOver: New Orleans. In april 2019 werd hij verwezen naar het hoofdrooster, Raw. Later dat jaar werd hij verwezen naar SmackDown.

## Professioneel worstel-carrière (2002–)

### Onafhankelijke circuit (2002–2016)
Budgen worstelde uitgebreid in het onafhankelijke circuit in het Verenigd Koninkrijk en Europa, onder de ringnaam Tommy End, in verschillende promoties zoals Pro Wrestling Holland (PWH), Insane Championship Wrestling (ICW), Progress Wrestling, Westside Xtreme Wrestling (wXw), Over the Top Wrestling (OTT), Revolution Pro Wrestling (RPW) en Pro Wrestling Showdown (PWS). Hij werkte ook voor internationale promoties zoals het Noord Amerikaanse Comat Zone Wrestling (CZW), Evolve en Pro Wrestling Guerrilla (PWG), evenals het Japanse Big Japan Pro Wrestling (BJW).
Hij heeft talloze kampioenschappen gewonnen. Hij is een voormalige wXw Unified World Heavyweight Champion, wXw World Light Heavyweight Champion, wXw World Tag Team Champion, ICW Tag Team Champion en Progress Tag Team Champion.

### WWE (2016–2021)

#### Debuut en NXT (2016–2018)
In juni 2016 werd er vastgesteld dat Budgen een contract heeft getekend bij WWE. Op 19 oktober 2016 gaf hij dat ook door aan het WWE Performance Center. Op 7 januari 2017 debuteerde hij onder zijn nieuwe ringnaam Aleister Black. Op 15 januari 2017 maakte hij een verschijning bij de finales van het United Kingdom Championship Toernooi. Hij verloor van Neville in een non-tournament wedstrijd.

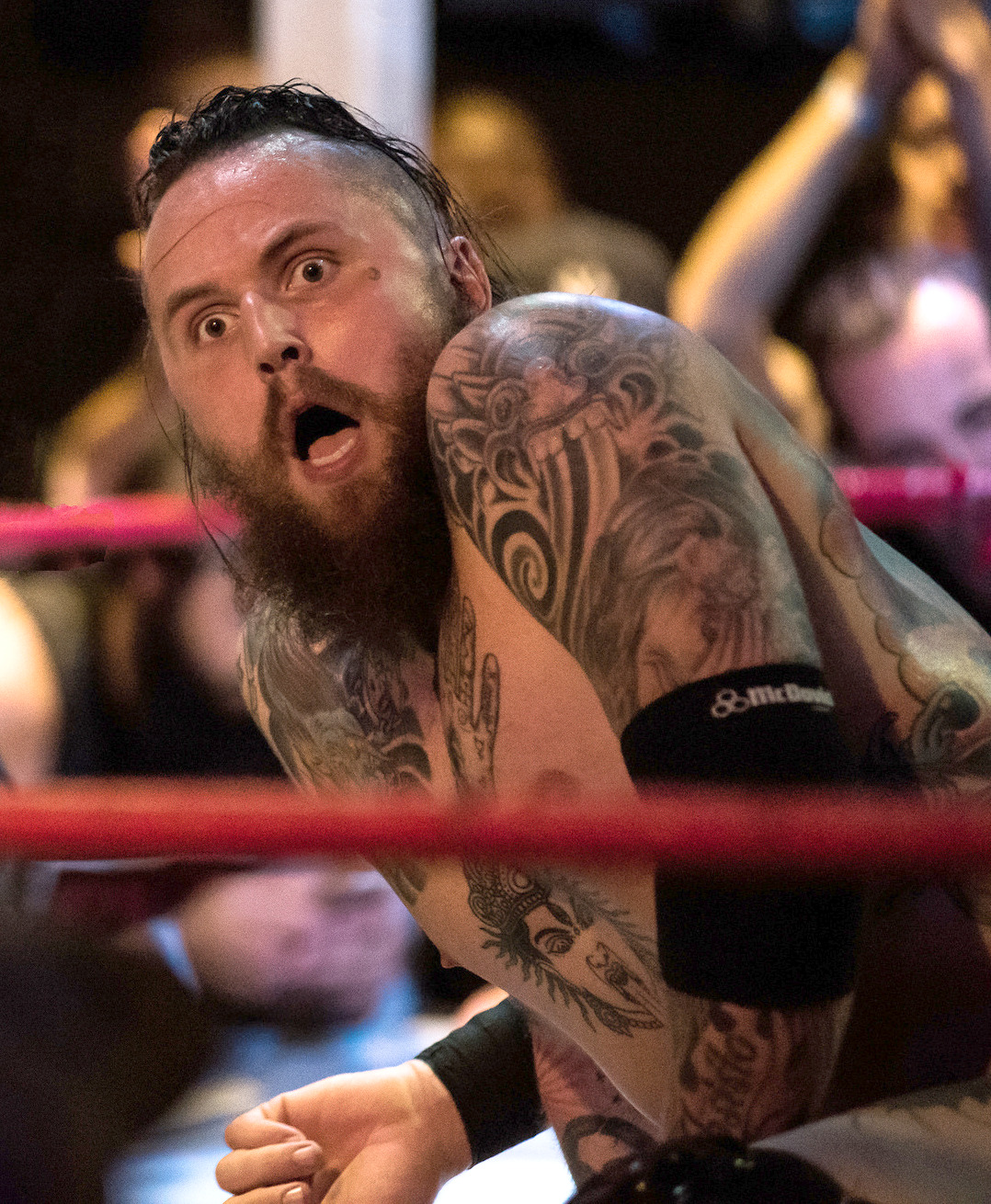
Tommy End in 2016.

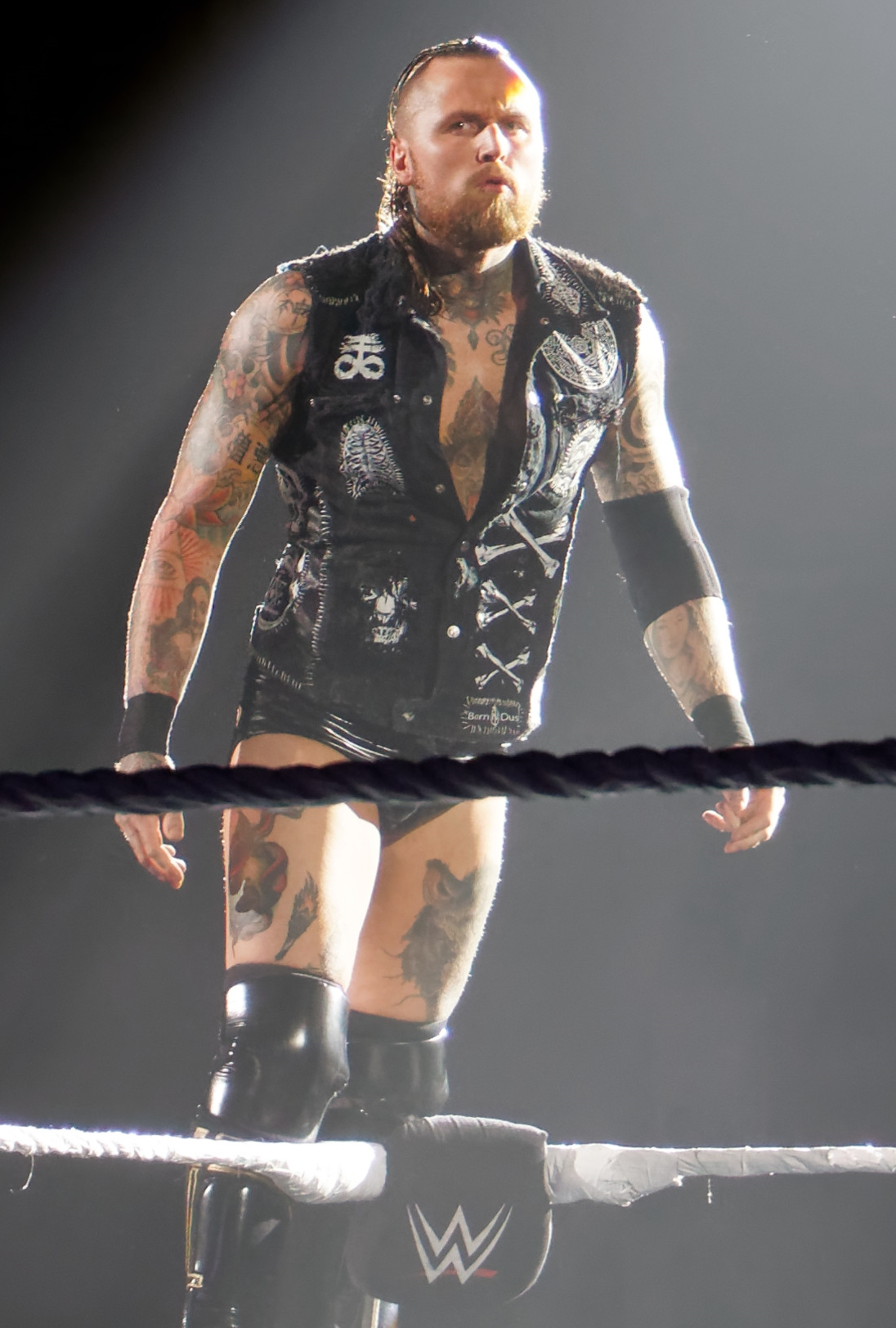
Aleister Black in 2017.

Vignettes werden uitgezonden vanaf de aflevering van 8 maart 2017 van NXT, waarmee ze het televisiedebuut van Blacks gingen promoten. Black maakte zijn in-ring debuut op televisie op 1 april 2017 bij het evenement NXT TakeOver: Orlando, waar hij won van Andrade "Cien" Almas. In de aflevering van NXT op 2 augustus 2017, voorafgaand aan de wedstrijd van Black, haalde Hideo Itami een promo in de ring en eiste respect. Black onderbrak Itami, wat resulteerde in een impasse tussen de twee en vervolgens voerde Black een Black Mass (zijn afwerkingsbeweging) uit op Itami. Itami probeerde daarna Black aan te vallen, maar de twee werden uiteindelijk uit elkaar gehaald. Bij het evenement NXT TakeOver: Brooklyn III, won Black van Itami. Black begon toen een feud (jargon: vete) met Velveteen Dream, waar Dream constant Black achtervolgde en lastigviel om hem zijn naam te laten zeggen. Dit leidde tot een wedstrijd voor het evenement NXT TakeOver: WarGames dat plaatsvond op 18 november 2017. Black won. In de aflevering van NXT op 27 december 2017 verloor Black van Johnny Gargano door een pinfall in een fatal-4-way wedstrijd, na tussenkomst van The Undisputed Era (Adam Cole, Bobby Fish en Kyle O'Reilly). Bij het evenement NXT TakeOver: Philadelphia op 27 januari 2018, won Black van Adam Cole in een Extreme Rules match.

#### NXT Championship en team met Ricochet (2018–2019)
Op 14 februari 2017, bij een aflevering van NXT, zei Black dat hij de duivel op zijn rug heeft, daarmee bedoelde hij het NXT Championship. Daarna werd hij onderbroken door Killian Dain, waar hij won van hem op 7 maart 2017, op een aflevering van NXT om de eerste volgende tegenstander te worden voor het NXT Championship. Op 7 april kreeg hij zijn wedstrijd voor het NXT Championship tegen Andrade "Cien" Almas. Black won. Black is hiermee de eerste Nederlander die een titel heeft gewonnen bij WWE. Op 30 maart 2018, werd Black onderbroken door Lars Sullivan die een wedstrijd wilde voor het NXT Championship. De wedstrijd werd gehouden op het evenement NXT TakeOver: Chicago II waar black zegevierde. In de aflevering van NXT van 25 juli 2018, verloor Black het NXT Championship aan Tommaso Ciampa vanwege een inmenging van Johnny Gargano. Hij was 108 dagen NXT Champion. De volgende week op NXT naderde Black de ring, tijdens Ciampa's toespraak naar de fans van NXT, alleen voor Gargano die voor hem uit rende om Ciampa aan te vallen, waarna hij Gargano aanviel met een Black Mass voordat Ciampa aangaf dat zijn NXT Championship verlies de fout was van Gargano. Een wedstrijd tussen de drie voor de titel was gepland voor het evenement NXT TakeOver: Brooklyn 4, maar Black werd later bewusteloos aangetroffen op de parkeerplaats buiten de arena, nadat hij werd aangevallen door een onbekende aanvaller. Later werd er bekendgemaakt dat Black naar een lokaal ziekenhuis werd gebracht.
Nadat Black twee maanden lang inactief was, kwam hij terug op 17 oktober 2017 op een aflevering van NXT, waar hij Nikki Cross confronteerde. Cross onthulde dat Johnny Gargano degene was die hem had aangevallen op de parkeerplaats. Er werd een wedstrijd gepland tussen Black en Gargano voor het evenement NXT TakeOver: WarGames, dat plaatsvond op 17 november 2018. Black won. Op 26 januari 2019, bij het evenement NXT TakeOver: Phoenix, verloor Black van Tommaso Ciampa om het NXT Championship. De volgende avond was Black te zien bij de 2019 Royal Rumble match als nummer 21, maar werd geëlimineerd door Baron Corbin.
In maart 2019 vormde Black een team met Ricochet en namen deel aan de 2019 Dusty Rhodes Tag Team Classic. Zij wonnen van The Forgotten Sons (Steve Cutler & Wesley Blake) in de finales. Op 5 april 2019, bij het evenement NXT TakeOver: New York, verloren Black en Ricochet van The War Raiders voor het NXT Tag Team Championship.

#### Hoofdrooster en verschillende verhaallijnen(2019–2020)
Op 18 februari 2019, maakte Black zijn debuut op een aflevering van Raw, waar hij zijn debuut wedstrijd tegen Elias won. Black zette zijn team voort met Ricochet. Het duo nam deel aan een Raw Tag Team Championship wedstrijd bij het evenement Fastlane op 10 maart 2019, tegen Bobby Roode en Chad Gable en The Revival (Dash Wilder en Scott Dawson), maar slaagde er niet in om te winnen. Black en Ricochet hadden ook een wedstrijd voor het SmackDown Tag Team Championship bij het evenement WrestleMania 35 op 7 april 2019, maar verloren nog een keer.
Als deelname van de WWE Draft werd Black naar Raw verplaatst, ook al werd hij op 22 april 2019 naar SmackDown verwezen, omdat Zelina Vega, echtgenoot van Black, daar ook werd geplaatst. Als gevolg hiervan werden Black en Ricochet als team opgesplitst. Black begon toen te verschijnen in onheilspellende backstage-promo's in een donkere kamer, in afwachting van een uitdager. Op 9 juli 2019, op een aflevering van SmackDown, werd zijn uitdaging geaccepteerd door Cesaro. Hun wedstrijd werd gehouden bij het evenement Extreme Rules, Blacks eerste pay-per-view (PPV) wedstrijd. Black won van Cesaro.
Tijdens de WWE Draft in oktober 2019, werd Black overgeplaatst naar Raw. In de komende weken ontwikkelde Black een winning streak. Op 18 november 2019, bij een aflevering van Raw, ging Buddy Murphy naar de kleedkamer van Black om hem uit te dagen, maar Black bleek afwezig te zijn. De week daarna verscheen Black en viel hij Murphy aan na zijn wedstrijd. Er werd een wedstrijd georganiseerd voor het evenement TLC: Tables, Ladders & Chairs, waain Black won. Op 26 januari 2020, bij het evenement Royal Rumble, nam Black deel aan de Royal Rumble match en verscheen hij op nummer 28. Hij werd echter geëlimineerd door Seth Rollins. Op 24 februari 2020, tijdens een aflevering van Raw, werd hij aangevallen door de The O.C. (AJ Styles, Luke Gallows en Karl Anderson). De volgende week nam hij het op tegen Styles, Gallows en Anderson in 3 aparte wedstrijden. Hij verloor van AJ Styles, wat zijn eerste verlies betekende. Op 8 maart 2020, bij het evenement Elimination Chamber, won Black van Styles door een tussenkomst van The Undertaker. Op de tweede avond van het evenement WrestleMania 36 won Black van Bobby Lashley. Op 20 april 2020, tijdens een aflevering van Raw, won Black van Austin Theory en kwalificeerde voor de Money in the Bank ladder match, gehouden te worden tijdens het gelijknamige evenement dat plaats vond op 10 mei 2020 . Black verloor in de Money in the Bank ladder match.
Daarna begon Black een feud met Seth Rollins en Murphy, nadat Rey Myesterio een oog blessure opliep door Rollins. In de aflevering van Raw op 27 juli 2020 verwondden Rollins en Murphy Black's rechteroog door het tegen de stalen trap heen te drukken. Op 24 augustus 2020, tijdens The Kevin Owens Show, keerde Black terug met oogverband en viel Kevin Owens aan. Dit is de eerste keer dat Black een heel (jargon: slechterik) werd in WWE. De volgende week op Raw viel hij Owens opnieuw aan en voerde zijn Black Mass manoeuvre uit voordat de wedstrijd tussen Owens en Randy Orton begon. Owens verloor de match tegen Orton. Op 14 september 2020, tijdens een aflevering van Raw, won Owens van Black. Op 12 oktober 2020, tijdens een aflevering van Raw, won Owens nog een keer van Black in een No Disqualification match. Als deelname van de WWE Draft in 2020, werd Black verwezen naar SmackDown. Na de draft in 2020, was Black plotseling verdwenen van tv voor een paar maanden.

#### Terugkeer en ontslag (2021)
Na 6 maanden inactief geweest te zijn, keerde Black terug in een aflevering van SmackDown op 23 april 2021, waar hij zijn terugkeer promootte. Na een aantal clips keerde Black terug naar SmackDown op 21 mei 2021, waar hij Big E aanviel met zijn Black Mass-finisher waardoor Apollo Crews zijn Intercontinental Championship behield in de hoofdwedstrijd van de aflevering.
Op 2 juni 2021, is Black uit zijn contract gelaten door WWE.

#### All Elite Wrestling (2021–2025)
Op 7 juli 2021, op een speciale aflevering van AEW Dynamite genaamd Road Rager maakte Budgen zijn debuut bij de worstelorganisatie All Elite Wrestling (AEW) onder de ringnaam Malakai Black, waarin hij beide Arn Anderson en Cody Rhodes aanviel met zijn Black Mass-finisher.

### World Wrestling Entertainment (2025-heden)
Sinds april 2025 maakt Black deel uit van het WWE main roster.

## Privéleven
Budgen is getrouwd met vrouwelijke professioneel worstelaar, Zelina Vega. Budgen is een atheïst. Daarnaast heeft Budgen 54 tattoos op zijn lichaam. Hij zegt dat de tattoos veel voor hem betekenen. Tot slot heeft Budgen zijn eigen kledingmerk genaamd Blxckmass Clothing.

## In het worstelen
- Finishers
  - Als Aleister Black
    - Black Mass (Spin kick)

  - Als Tommy End
    - Anti Cross (aangepaste octopus hold)
    - Dragonslayer / Owari Death Clutch
    - Owari Death Stomp
- Signature moves
  - Brainbuster
  - Verschillende combinaties van trappen
  - Roundhouse kick
  - Meteora
  - Black-out rush
  - Knee strikes
  - High Knee
  - Deicide Knee Strike
  - Verschillende suplexes
    - German Suplex
    - Exploder suplex
    - Saito suplex

  - Nephilim (Springboard moonsault buiten de ring)
  - Quebrada (Springboard moonsault)

## Prestaties
- Catch Wrestling Norddeutschland

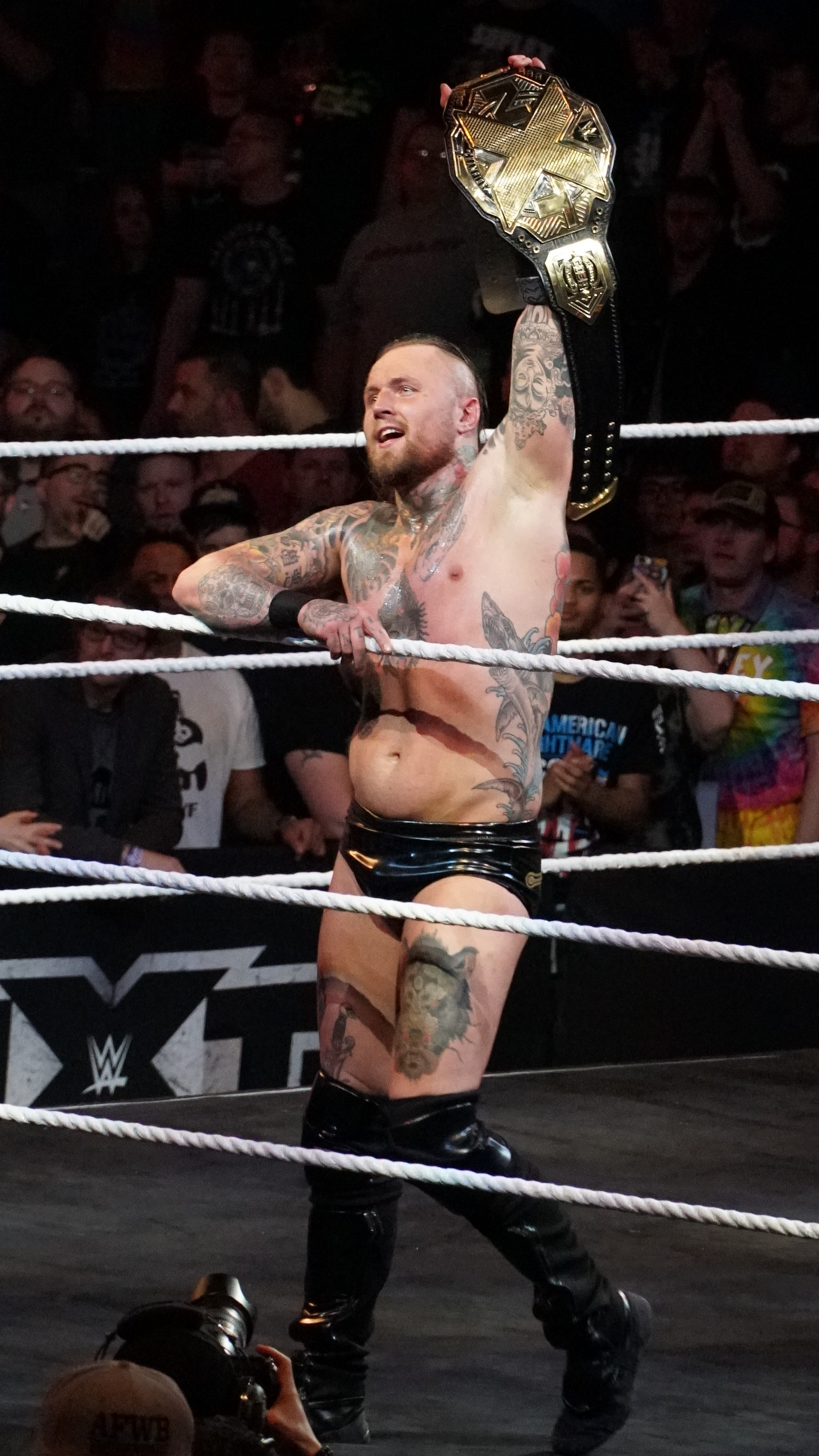
Black is een voormalige NXT Champion.

  - CWN Mittelgewichtsmeisterschaft Championship (1 keer)
- Fiend Wrestling Germany
  - FWG Lightweight Championship (1 keer)
- Fight Club: PRO
  - FCP Championship (1 keer )
- Freestyle Championship Wrestling
  - FCW Deutschland Lightweight Championship (1 keer)
- Insane Championship Wrestling
  - ICW Tag Team Championship (1 keer ) – met Michael Dante
- International Catch Wrestling Alliance
  - ICWA Heavyweight Championship (1 keer)
  - ICWA World Junior Heavyweight Champion (1 keer)
  - ICWA European Tag Team Championship/NWA European Tag Team Championship (1 keer) – met Michael Dante
- Pro Wrestling Holland
  - PWH Tag Team Championship (1 keer) – met Michael Dante
- Pro Wrestling Showdown
  - PWS Heavyweight Championship (1 keer)
- Progress Wrestling
  - Progress Tag Team Championship (1 keer) – met Michael Dante
- Southside Wrestling Entertainment
  - SWE Tag Team Championship (1 keer) – met Michael Dante
- Westside Xtreme Wrestling
  - wXw Unified World Wrestling Championship (1 keer)
  - wXw World Lightweight Championship (2 keer)
  - wXw World Tag Team Championship (2 keer) – met Michael Dante
  - 16 Carat Gold Tournament (2013, 2015)
  - Chase The Mahamla (2011)
- WWE
  - NXT Championship (1 keer)
  - NXT Year-End Award (3 keer)
    - Male Competitor of the Year (2017)
    - Breakout Star of the Year (2017)
    - Rivalry of the Year (2017) vs. Velveteen Dream

  - Dusty Rhodes Tag Team Classic (2019) – met Ricochet